# 고덕중학교 (충남)
고덕중학교(古德中學校)는 대한민국 충청남도 예산군 고덕면 대천리에 있는 공립 중학교이다.

## 학교 연혁
- 1969년 3월 4일 : 덕산중학교 고덕분교 설립 인가(3학급)
- 1969년 3월 28일 : 덕산중학교 고덕분교 개교
- 1969년 10월 14일 : 고덕중학교 설립인가(9학급)
- 1969년 12월 1일 : 초대 최동우 교장 부임
- 1987년 2월 26일 : 학칙변경으로 특수학급 인가(25학급)
- 1992년 3월 1일 : 학칙변경으로 9학급 감소(15학급, 특수학급1)
- 2000년 10월 22일 : 예지관 개관
- 2009년 8월 6일 : 교과교실운영 대상학교 선정
- 2013년 : 2013언어 활용능력 신장 연구학교 운영(충청남도)
- 2017년 : 2016학년도 미디어 문해력 연구학교 운영(2016~2017)
- 2020년 3월 23일 : 학교 청렴도 향상 수준 1등급 인증
- 2022년 3월 1일 : 제25대 김미영 교장 부임
- 2023년 1월 4일 : 제52회 졸업식(졸업생 39명, 총 졸업생 10,589명)
- 2023년 3월 2일 : 제55회 입학식(1학급 21명)
- 2024년 9월 1일 : 제26대 백승덕 교장 부임

## 참고 자료
- 고덕중학교 - 한국교육학술정보원 학교알리미